# Хлорид плутония(III)
Хлорид плутония(III) — неорганическое соединение,
соль плутония и соляной кислоты 
с формулой PuCl3,
зеленовато-голубые кристаллы,
растворяется в воде,
образует кристаллогидраты.

## Получение
- Пропускание хлора (под пониженным давлением) над нагретым плутонием:

{\displaystyle {\mathsf {2Pu+3Cl_{2}\ {\xrightarrow {450^{o}C}}\ 2PuCl_{3}}}}
- Пропускание паров тетрахлорметана (под пониженным давлением) над нагретым оксидом плутония(IV):

{\displaystyle {\mathsf {2PuO_{2}+4CCl_{4}\ {\xrightarrow {750^{o}C}}\ 2PuCl_{3}+4COCl_{2}+Cl_{2}}}}
- Растворение гидроксида плутония(IV) в смеси соляной и иодоводородной кислот с последующим пропусканием через раствор хлористого водорода:

{\displaystyle {\mathsf {2Pu(OH)_{4}+6HCl+2HI\ {\xrightarrow {}}\ 2PuCl_{3}+I_{2}+8H_{2}O}}}

## Физические свойства
Хлорид плутония(III) образует зеленовато-голубые гигроскопичные кристаллы
гексагональной сингонии,
пространственная группа P 63/m,
параметры ячейки a = 0,7380 нм, c = 0,4238 нм, Z = 2,
структура типа UCl3
Соединение легко очищается сублимацией в вакууме.
Растворяется в воде и этаноле.
Образует кристаллогидраты состава PuCl3•n H2O, где n = 1, 3 и 6.
Кристаллогидрат состава PuCl3•6H2O плавиться в собственной кристаллизационной воде при 94-96°С.

## Химические свойства
- Окисляется при нагревании на воздухе:

{\displaystyle {\mathsf {2PuCl_{3}+2O_{2}\ {\xrightarrow {900^{o}C}}\ 2PuO_{2}+3Cl_{2}}}}
- При пропускании перегретого водяного пара с добавками хлористого водорода и водорода количественно образует оксид-хлорид плутония(III):

{\displaystyle {\mathsf {PuCl_{3}+H_{2}O\ {\xrightarrow {650^{o}C}}\ PuOCl+2HCl}}}
- Реагирует с аммиаком с образованием нитрида плутония:

{\displaystyle {\mathsf {PuCl_{3}+NH_{3}\ {\xrightarrow {700^{o}C}}\ PuN+2HCl}}}
- Реагирует с диоксидом серы с образованием трисульфида диплутония:

{\displaystyle {\mathsf {2PuCl_{3}+3SO_{2}\ {\xrightarrow {700^{o}C}}\ Pu_{2}S_{3}+3Cl_{2}+3O_{2}}}}

## Применение
- В производстве плутония и синтезе металлоорганических соединений плутония.